# Banán, pumpa, kurbli
A Banán, pumpa, kurbli a L’art pour l’art Társulat műsora, melyet az m1 csatorna sugárzott 2011. október 7. és 2012. december 30. között, a Poén Péntek, illetve a Szilveszteri műsor keretén belül. Összesen 9 rész készült.
| Rész | Adás       |
| ---- | ---------- |
| 1.   | 2011.10.07 |
| 2.   | 2011.10.28 |
| 3.   | 2011.12.09 |
| 4.   | 2011.12.31 |
| 5.   | 2012.03.02 |
| 6.   | 2012.03.30 |
| 7.   | 2012.05.04 |
| 8.   | 2012.06.01 |
| 9.   | 2012.12.30 |

## Az epizódok tartalma

### 1. rész (A kamarakórus és a többiek)
- Sikertelen kamarakórusi előadás Besenyőék udvarában, Margit szőnyegporolásával kísérve.
- Kíváncsi Hajnalka tévéinterjúja Kinyerma Bélával. Vajon miért szeret mindenkit leütni Béla?
- A költő hozzászól. Vicces és filozofikus versecske az idősíkokról, a múlttá váló örök jelenről.
- Leopold diavetítése: Zengő ábécé, betűoktatás gyerekeknek, kissé másként, mint a megszokott.
- Tompika a szerinte csúnya betűk kiejtését mutatja be a színpadon. Ehhez a közeli nézőknek esernyő szükséges, mint védőfelszerelés.
- Az újabb kamarakórusi próbálkozást áramszünet akadályozza meg.
- Laár és Dolák-Saly Simon and Garfunkel dalfeldolgozása, főként testmagasságokról.
- A kamarakórust ezúttal száguldozó vonatok akadályozzák.
- Frigid Mirtill távirányíthatós gyermekpásztor készüléket mutat be a nézőknek.
- Naftalin Ernő: önismereti felmérés. A kiválasztott hölgynézőről a vizsgálat szerint furcsa dolgok derülnek ki.
- Besenyő „Kozmetikai kérdéseket feszegető” István fejtegetése hátrányos helyzetű malacokról, főrtelemítésről, bőrradirról és szemceruzáról.
- Margit és Zigóta családtörténeti beszélgetése a padláson, utána ugyanott Zigóta rap dala.
- Boborján az ellenséges idegen lény. Boborján némi félrehallás okán légynek öltözve jön a színpadra.
- A kamarakórus előadása negyedik próbálkozásra végül egy liftben sikeredik.

### 2. rész (Zigóta és a többiek)
- Zigóta leckét ír családi követeléseiről
- Lepold diavetítése: Öreg néne őzikéje, ismét egy félreértelmezett mese
- Ripők-Show: Dr. Hogyishívják bemutatja új találmányait, a láthatatlanná tévő szert és a felejtőport.
- DVD-ajánló szerzetesek gregorián dala. Egy DVD mindig praktikus egy billegő asztal lába alá.
- Naftalin Ernő: Templomi esküvő. Ernő az uszodában talált papi ruhában kiokítja a vőlegényt és dán dognak nézi a menyasszonyt.
- A költő hozzászól. Vers a bélműködésről.
- Zigóta követelései a rendőrségen
- Kíváncsi Hajnalka interjúja a verekedős Bélával.
- Zigóta követelései az utcán.
- Boborján: Ikertalálkozó. A cápa által megevett Boborján bemutatja húsz ikertestvérét.
- Pethő Vasöntő-dala
- Besenyő "Hasznos dolgot és hülyeséget egyaránt megmondó" István fejtegetései a lábpumpa és a forraló lehetetlenségéről.
- Anti bácsi és Kancácska jelenete. Kanca a lakásban valahol elveszített eszét keresi.
- Boborján: Esőkabát. Boborján töredelmesen beismeri, hogy nem ő lopta el a nála lévő esőkabátot.
- Zigóta további panaszai családjára.
- Besenyőék Margit-dala az emeleti gangon.

### 3. rész (A művésznő és a többiek)
- Anti bácsi: Repülőgépkatasztrófa. Anti bácsi bélműködése miatt a személyzet az eszméletét veszítette és a gép lezuhant.
- Édesanyám, Laár és Pethő népdal paródiája
- A költő verse a túl sok pitét evő, felpuffadó asszonyról. A dal ihletője a fellépésre készülődő Szászi Móni.
- Geller - Kecses Ágnes műsora. Riport a miniszterrel, aki azt mondja, amit éppen gondol.
- Edebede bácsi meséje az elveszített kolbászról álmodó Irdatlan bácsiról.
- Kép árverés: Élő pucér nő ruhában, rágógumival, arany keretben.
- Még nem készültem el (Szászi Móni dala)
- Leopold diavetítése: Szlovák népmesetörténet, némileg kiforgatva (Paleckova dobrodruzstvi)
- Boborján: A hiányzó láncszem (Előbbember). Pista bácsi utasítására Boborján lesz az ősembertörténet eddig hiányzó láncszeme.
- Anti bácsi dala a gangon, citerával. Témája a bélműködése miatt a tóból kipusztult élővilág.
- A Besenyő család. Pista bácsi elmélkedése a szemöldökszedés, kávékiöntő és sífutás lehetetlenségéről.
- A társulat dala a pucér nőkről és férfiakról ruhában.

### 4. rész (Julius Caesar és a többiek)
- Bevezető párbaj melynek oka, hogy kié legyen az első szó a műsorban. Lövések is eldördülnek, ártatlan áldozattal.
- A fejnélküli műsorvezető újévi jókívánságai
- Julius Caesar halála, ezúttal rímbe szedve és kicsit másként.
- Leopold diavetítése: Lackó mackó, avagy egy döglött mackó kalandjai. Ismét egy kifordított mese.
- Zigóta és Margit születésnapi ajándékokról, arcpakolásokról
- Esküvői szado-mazo dal
- A költő verse nyulakról és nyálakról
- Naftalin Ernő útmutatója, hogyan illik viselkedni egy zenés-táncos szórakozóhelyen.
- Leopold diavetítése, a döglött mackó kalandjai tovább folytatódnak.
- Kancácska és Anti bácsi az autóban
- A Besenyő család szilvesztere
- A család szilveszteri dala: Két férfi, egy nő, meg egy férfi.

### 5. rész (Besenyő, Margit és a többiek)
- Besenyőék világ körüli utazásra indulnak, melyet kolbászvégek beküldésével nyertek
- Unott poéngyakorlatok jeti, kagyló, krumplibogár és krokodil közreműködésével
- Besenyőék utazása. Pista bácsi Párizsban és Velencében alázza Margitot.
- Naftalin Ernő a jó párkapcsolathoz ad hasznos tanácsokat
- A költő hozzászól, vers a nyápic pékek szakmai hátrányosságáról.
- Lepold diavetítése: A szultán meg a szolga. Kínai mese sok karikával.
- Boborján a világ legönzetlenebb embere lehetne, de a csokiját nem adja senkinek.
- Besenyőék utazása Moszkvában és Szibériában folytatódik.
- Lepold diavetítése: Mit csinálsz ott kisfiam, avagy egy fuldokló kisfiú kalandjai.
- Besenyőék utazása. Pista bácsi és Margit Japánban és Indiában.
- Anti bácsi és Kancácska fürdőszobai kalandjai.
- Besenyőék Londonban. Mivel a Margit által csomagolt kolbász elfogyott, gyorsan hazautaznak.
- A Tirolban élni élvezet című dal tehenekkel, bőrnadrágokkal.
- Besenyőék hazaérkeztek. Pista bácsi kolbászellátása újra zavartalan.

### 6. rész (Hófehérke és a többiek)
- Hófehérke és a svéd törpe bevezetője
- Tompika feltalálja, majd megunja a gatyagépet, ezután  veszélyes gumitörpéket fegyelmez meg. Ennek kapcsán feltalálja a törpebefőttet.
- Leopold diavetítése: játékos matematika korrepetálás bukott gyerekek számára.
- Hófehérke és a svéd törpe jelenete még nem most jön.
- A költő hozzászól, vers az öregedő kecskéről.
- Hófehérke és a svéd törpe jelenete még most sem jön.
- Az álmatag professzor az Ember tragédiájáról beszél Hófehérke kérésére, közben elalszik.
- Az ember tragédia című rémdráma.
- Ikerdal (Laár és Pethő)
- Leopold diavetítése: a fecske meg a kecske, avagy felfordulni nem érdemes.
- A költő hozzászól, vers arról, hogy miért nincs a gilisztának füle.
- Boborján mint „A Körzeti Doktornőt A Legtovább Idegesítő Ember A Világon”.
- A Besenyő család nyaralása a dorogi szénbányában.
- Kemény rockegyüttes dala az Ufólányról.
- Miután Hófehérke és a svéd törpe összevesznek, jelenetük elmarad.

### 7. rész (Az öngyilkosjelölt és a többiek)
- Ételrecept a fél év múlva esedékes szilveszterre: szekfű-szeges töltelékes műanyag malac sütőben sütve, szerpentinen tálalva, konfettivel megszórva.
- Az erőszakos úr a körzeti doktornőnél.
- Leopold diavetítése: Légy ló mindhalálig
- Ricardo az arczsonglőr
- A könyvhentesnél
- Edebede bácsi meséje a csokikakiló mikulásról
- Laár: Bunkó vagyok dal
- Frigid Mirtill újabb nevelési eszközei a mozgáskorlátozó  gyermeklakk és az észlelés szabályozó fejvödör.
- Dolák-Saly: Ha nőt látok dal, Alice Cooper paródia
- Besenyő "Finom kötöttárut cáfoló" István. A kötöttáru a kolbásszal ellentétben nem finom.
- Margit és Zigóta a konyhában (1.)
- Boborján és az ön-gyilkos a Duna parton.
- Az ön-gyilkos reggae dala.
- DVD-ajánló. Ha a chips elfogyott, kínálja vendégét DVD-vel.
- Margit és Zigóta a konyhában. Volt a tok kint sétálni? Igen, a kedvedért elvittem sétáltatni a tokot.

### 8. rész (Anti bácsi és a többiek)
- A költő hozzászól, mit tenne, ha ő lenne a bájos, hatéves Pannika.
- Leopold diavetítése: Az Ezüst-tó kincse, ismét egy félreértelmezett történet.
- Zigóta születésnapi ajándékai, avagy a kislány, aki elmeháborodott.
- Naftalin Ernő: Illemtan. Hogyan viselkedjünk a meghívott vendégeinkkel.
- Anti bácsi a pékségben csapja az eladólánynak a szelet, de be kell érnie helyette egy ingyenkiflivel.
- Középkori jelenet. Nehéz felfogású királyfi, Frigid Mirtill mint az anyja, egy rossz hírt hozó futár, plusz egy ronda címer.
- Boborján az utolsó előtti mohikán, mivel az utolsó a nagypapája volt.
- Leopold diavetítése: Az Ezüst-tó kincse II.
- Kán-kán, veszélyesen magas lábemelésekkel.
- Besenyő "Milyen Margit?" István jelenete. Margit még a hentesnél sem hiszi el, hogy Kancácska valójában masiniszta. Végül otthagyják zálog gyanánt egy oldalszalonnáért.
- Anti bácsi dala a pékség eladónőjéhez: Erzsi, hová tetted a kakaóstekercsemet.
- Leopold diavetítése: Az Ezüst-tó kincse folytatódik.
- Az Ezüst-tó kincse élőben és dalban folytatódik, Winnetou dal.

### 9. rész (Gyuszi, Lali és a többiek)
- Gyuszi és Lali, avagy hogyan forgatták a két részeg jelenetét.
- Leopold diavetítése: A hordó meg a balta, avagy egy a szokottnál is értelmetlenebb kalandvetítés.
- A leszúrt király, akinek az utolsó szava a sztrapacska.
- A költő hozzászól: nem szeretne kőszobor lenni, inkább bekap egy minyont a szemközti cukrászdában.
- Gyuszi és Lali, a két részeg jelenetének forgatása folytatódik.
- Naftalin Ernő: hogyan kell kórusban énekelni.
- A költő verse a leghasznosabb testrészről, az ülepről.
- Kíváncsi Hajnalka riportja Dr. Meglesz Gusztáv régésszel, aki az identitását és Attila sírját keresi. Segítői a részeg Gyuszi és Lali.
- Kemenesfalvi bácsi a vasútállomáson meséli nehezen követhető élményeit.
- Síelős dal
- Leopold diavetítése: A hordó nélküli balta
- Gyuszi és Lali az utcán.
- Néhai néni a gyökérköcsög árus és a nála nyaraló retardált, igen későn érő Nyálcika beszélgetése.
- A Besenyő család Artúr király udvarában. Pista és Margit a „terepasztal” lovagjainál, Anti bácsi és Zigóta a pincebörtönben, majd mindnyájan a bakó bárdja alatt.
- Tojás-dal, avagy csirke leszek, vagy tükörtojás.
- A részeg Gyuszi és Lali elköszön.